# Pedro Villar Córdova
Pedro Eduardo Villar Córdova (Canta, 1 de agosto de 1900 - Lima, 7 de diciembre de 1976) fue un clérigo y arqueólogo peruano.

## Biografía
Hijo de Severino Villar Ruiton y de doña Felícitas Córdova Ygreda. Transcurrió sus primeros años en su pueblo natal; luego se trasladó a Lima, donde estudió en el Seminario Conciliar de Santo Toribio y en la Facultad de Teología de la Universidad Mayor de San Marcos. En esta última se graduó de doctor con una tesis sobre «La religión del antiguo Perú» (1920).  El 20 de septiembre de 1924 recibió las órdenes sagradas.
Posteriormente se graduó de bachiller en Arqueología con su tesis sobre la «Sub-área cultural de los "atavillos" de Canta dentro del área andina del Perú»  (1953); y se doctoró con su tesis sobre la «Arqueología de la provincia de Canta: ruinas precolombinas descubiertas en las quebradas de Chillón y de Chancay» (1955).
Fue párroco sucesivamente en las jurisdicciones de Canta, Atavillos Bajo y Ancón. Fue también profesor de Religión e Historia del Perú en el Colegio Nacional Nuestra Señora de Guadalupe (1928), el Instituto Pedagógico Nacional de Varones (1931-1932) y el Colegio Nacional Alfonso Ugarte.
En 1931 fue asimilado a la Marina de Guerra del Perú con el grado de alférez de fragata. Fue capellán del cuerpo aeronáutico afincado en la base de hidroaviación de Ancón, y de la Escuela Jorge Chávez.
Ejerció la docencia universitaria, como profesor de Historia Eclesiástica del Perú y de Arqueología Cristiana en la Facultad de Teología de la Universidad de San Marcos; de Historia de América, en la Pontificia Universidad Católica del Perú; y de Arqueología Americana y del Perú (desde 1947 hasta su jubilación) en la Facultad de Letras de  San Marcos.
Por muchos años perteneció al Cabildo Metropolitano de Lima. Fue miembro de la Sociedad Geográfica de Lima (desde 1934) y del Instituto Histórico del Perú (desde 1935).
Su labor arqueológica se circunscribió al departamento de Lima, realizando importantes excavaciones en los valles de Chillón, Chancay, Ancón y otros sitios.

## Publicaciones
- Arqueología del valle de Lima (1935)[1]
- Las culturas prehispánicas del departamento de Lima (1935)[2]
- Las riquezas arqueológicas de Ancón (1966)[3]
- El chaperito (1980), historia de la imagen del niño Jesús reverenciada en la iglesia matriz de Canta, de origen colonial.[1]